# آنجوا گارا
آنجوا گارا (به لاتین: Anjeva Gara) یک منطقهٔ مسکونی در ماداگاسکار است که در آنالامانگا واقع شده‌است. آنجوا گارا ۸٬۲۷۸ نفر جمعیت دارد و ۱٬۵۵۰ متر بالاتر از سطح دریا واقع شده‌است.